# Balgarski poshti
Balgarski poshti (bulgare : Български пощи) est le principal opérateur postal en Bulgarie.